# Srđan Milivojević
Srđan Milivojević, cyr. Срђан Миливојевић (ur. 2 sierpnia 1965 w Kruševacu) – serbski polityk i przedsiębiorca, parlamentarzysta, od 2024 przewodniczący Partii Demokratycznej.

## Życiorys
Z wykształcenia inżynier rolnictwa; studia ukończył na wydziale rolniczym Uniwersytetu w Belgradzie. Zajmował się hodowlą zwierząt i działalnością gastronomiczną, został też właścicielem agencji reklamowej. Należał do opozycyjnego wobec rządów Slobodana Miloševicia ruchu politycznego Otpor. W 2004 dołączył do Partii Demokratycznej.
W 2007, 2008 i 2012 uzyskiwał mandat posła do Zgromadzenia Narodowego, zasiadając w nim do 2014. Przed wyborami parlamentarnymi w 2022 i 2023 otrzymywał wysokie miejsca na listach kolejnych koalicji opozycyjnych; w wyniku głosowań ponownie uzyskiwał miejsce w serbskim parlamencie.
W grudniu 2024 został wybrany na przewodniczącego Partii Demokratycznej.